# Boulevard Haussmann
Il boulevard Haussmann è un viale di Parigi lungo 2530 metri che attraversa l'VIII e il IX arrondissement di Parigi.

## Storia

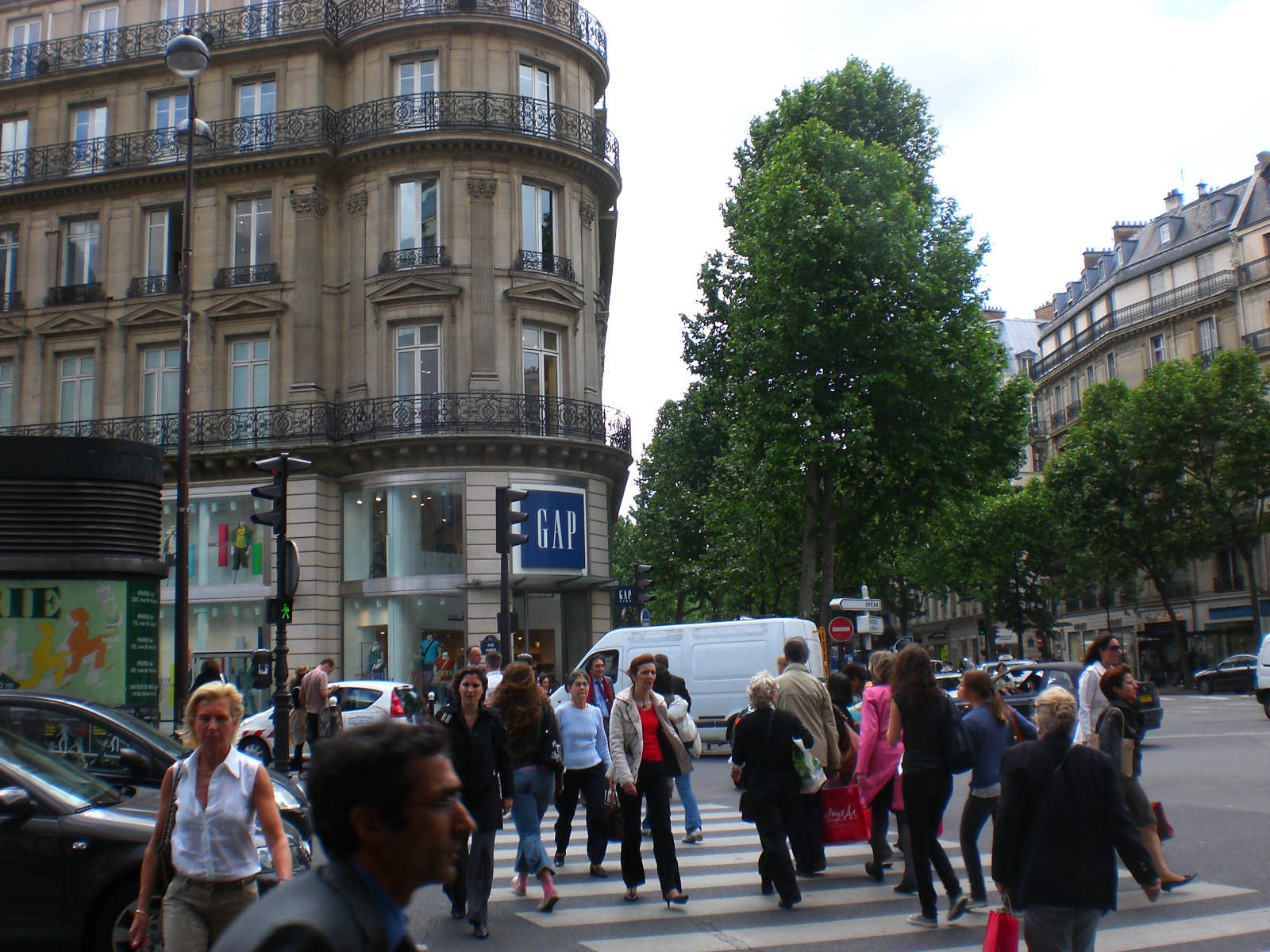
Un altro scorcio del boulevard

La costruzione del viale iniziò nel 1857 e si concluse nel 1926. Ampia strada rettilinea sul modello di molti viali parigini di quel periodo, porta il nome di Georges Eugène Haussmann, il prefetto della Senna che fra il 1853 e il 1870 volle il rinnovamento topografico della capitale.
Sin dai primi tempi, a partire dalla fine del XIX secolo, il boulevard fu caratterizzato dalla presenza di diversi grandi magazzini, come la Galleria Lafayette e il centro commerciale Printemps, tuttora esistenti.
Sul finire del XIX secolo, inoltre, il pittore impressionista Gustave Caillebotte dipinse il boulevard sotto diverse angolazioni. Dal 1906 al 1919 vi abitò Marcel Proust, che qui scrisse quasi tutta la sua opera più nota, Alla ricerca del tempo perduto.